# Renanthera imschootiana
Renanthera imschootiana es una especie de orquídea originaria del este del Himalaya a China (sudeste de Yunnan) y Vietnam.

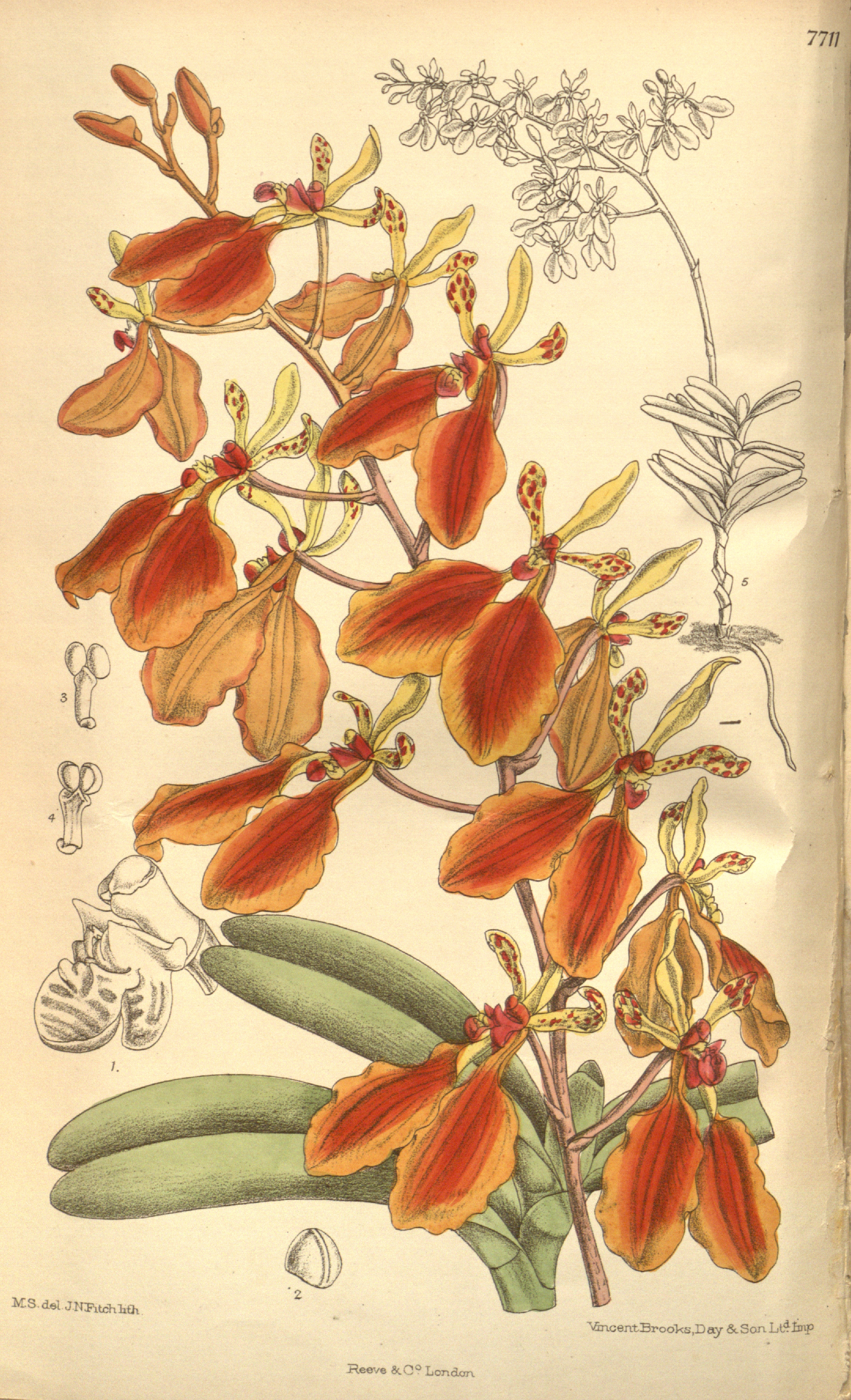
Ilustración

## Descripción
Es una planta de tamaño mediano a grande, que prefiere el clima fresco al cálido, de hábitos epifitas que crece como una larga liana, con tallo leñoso ramificado al que se convierte con el tiempo y que lleva muchas hojas, lineales, coriáceas, truncadas redondeadas, apicalmente bilobuladas. Florece en primavera y a principios de verano en una inflorescencia de 45 cm de largo, axilar, ramificada o racemosa, con flores con muchas brácteas florales semiorbiculares duraderas, y flores ligeramente perfumadas con olor a frutas.

## Distribución y hábitat
Se encuentra en Assam, Birmania, sur de China, Laos y Vietnam en los troncos de los árboles y en los bordes de los bosques de hoja perenne y en desfiladeros de tierras bajas en altitudes de 500 a 1500 metros. 

## Taxonomía
Renanthera imschootiana fue descrita por Robert Allen Rolfe y publicado en Bulletin of Miscellaneous Information Kew 1891(55): 200. 1891.
Sinonimia
- Renanthera papilio King & Prain	[3][4]